# Forces de défense aérospatiale russes
Pour les articles homonymes, voir Force aérospatiale.
Les forces de défense aérospatiale russes ou forces de défense aérienne et spatiale russes (VVKO) (en russe : Войска воздушно-космической обороны (ВВКО)) est une branche des forces armées de la fédération de Russie responsable de la défense aérospatiale, de l'exploitation des satellites militaires russes et du cosmodrome de Plessetsk créée le 1er décembre 2011, remplaçant les forces spatiales russes.
Les forces de défense aérospatiale sont commandées pour la première fois par l'ancien commandant des forces spatiales, le colonel général Oleg Ostapenko, promu vice-ministre de la Défense en novembre 2012,. En décembre 2012, Aleksandr Golovko (en) est nommé nouveau commandant.
Le 1er août 2015, l'armée de l'air russe et les forces de défense aérospatiale russes fusionnent pour former les forces aérospatiales russes,.
Les missions des forces de défense aérospatiale russes en matière de défense spatiale incombent désormais aux forces spatiales russes, sous l'égide des nouvelles forces aérospatiales russes. La force n'assure aujourd'hui que des responsabilités de défense aérienne.

## Historique
Les forces de défense aérospatiale héritent de l'historique de la Section des opérations spatiales, branche des opérations stratégiques du Haut Commandement suprême de l'artillerie de réserve, créée en 1955 et transformée en Administration centrale des services spatiaux des forces de missiles stratégiques en 1964 (et plus tard la Direction générale des opérations spatiales en 1972).
En 1967, les forces antimissiles et de défense spatiale sont créées (en russe : войска противоракетной и противокосмической обороны [ПРО и ПКО]) sous les ordres du lieutenant-général d'artillerie Votintsev. Elles sont réorganisées en unités de services spatiaux du ministère de la Défense en 1982 et élargies pour inclure la Direction générale des opérations spatiales en 1986.
Après la dislocation de l'Union Soviétique, les forces armées russes sont créées le 7 mai 1992, permettant la création des forces spatiales russes plus tard dans l'année, le 10 août. Elles fusionnent avec les forces de missiles stratégiques en 1996, avant d'être réformées en 2001.
En 2006, le président Vladimir Poutine approuve l'idée d'un nouveau « concept de défense aérienne et spatiale » à partir de 2016, mais sans impliquer qu'il s'agit d'un service distinct. En 2008, Alexandre Zeline (en) soutient que les forces de défense antimissile et de défense spatiale devront être fusionnées dans l'armée de l'air.
Le 30 novembre 2010, selon le résident Dmitri Medvedev, les services de défense aérienne et spatiale seront placés sous un commandement stratégique unique, créés sur la base des forces spatiales et décidés par l'état-major et le ministère de la Défense. En avril 2011, Oleg Ostapenko, alors commandant des forces spatiales, annonce l'approbation du concept du futur système. Le service est créé par le décret présidentiel « Sur les modifications de la composition des forces armées russes jusqu'au 1er janvier 2016 », qui n'a pas été publié.
Ainsi, le 1er décembre 2011, les forces spatiales deviennent les forces de défense aérospatiale, fusionnant toutes les composantes spatiales et certaines composantes de défense aérienne en un seul service commun. Le 1er août 2015, les forces de défense aérospatiale fusionnent avec l'armée de l'air russe pour former les forces aérospatiales russes, sur ordre du président Poutine et sur recommandation du ministre de la Défense Sergueï Choïgou. Il s'agit aujourd'hui d'un corps de spécialité de service au sein des forces aérospatiales chargé de la défense aérospatiale du territoire russe.

## Structure

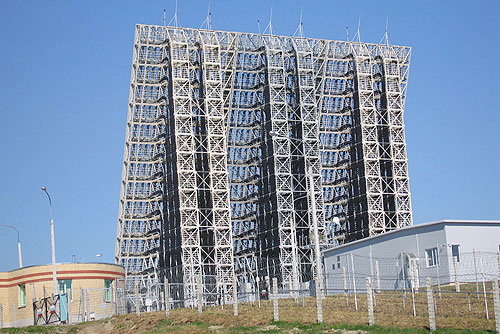
Station radar de Lekhtoussi.

Jusqu'au 12 août 2015, les forces de défense aérospatiale sont organisées en 2 commandements : le Commandement de la défense aérienne et spatiale ; et le Commandement spatial. Sa structure est la suivante,,:
- Commandement spatial (en russe : Космическое командование (KK)) :
  - 153e centre principal d'essais et de contrôle des installations spatiales nommé d'après G. S. Titov (en) à Krasnoznamensk (en russe : Главный испытательный центр испытаний и управления космическими средствами имени Германа Титова)
  - 820e centre principal d'alerte d'attaques par missiles (en russe : центр предупреждения о ракетном нападении (цпрн)) à Solnetchnogorsk
  - 821e centre principal de surveillance spatiale (en) (en russe : центр контроля космического пространства (цккп)) à Noginsk-9, oblast de Moscou.
    - Radar Dunay-3U (en)
    - Station de reconnaissance d'objets spatiaux de Krona (en), Zelenchoukskaïa, Karatchaïévo-Tcherkessie
    - Krona-N (en), Nakhodka, kraï du Primorié
    - Complexe de surveillance spatiale « Moment » (en)
    - Okno, Tadjikistan
    - Okno-S, kraï du Primorié
- Commandement de la défense aérienne et spatiale (en russe : Командование противовоздушной и противоракетной обороны (К ПВО И ПРО)) :
  - 9e division de défense antimissile (ru), numéro d'unité militaire 75555) (système de missile anti-balistique A-135) à Pouchkino[12]
  - 4e brigade de défense antimissile à Dolgoproudny
  - 5e brigade de défense antimissile à Vidnoïe
  - 6e brigade de défense antimissile à Rjev
- Cosmodrome d'essai d'État de Plessetsk (en russe : Государственный испытательный космодром «Плесецк» (ГИК «Плесецк»))
  - Polygone de Koura

Début mars 2014, les défenses aérospatiales comprennent un réseau spatial et terrestre de collecte de renseignements et d'alerte précoce en matière de missiles, un commandement de défense aérienne et spatiale, une structure de commandement et de contrôle et une branche de soutien logistique. Selon le vice-ministre de la Défense Iouri Borissov, l'armée investira 2 000 milliards de roubles (55,3 milliards de dollars) dans le développement de ses armes de défense aérospatiale au cours des six prochaines années pour garantir la défense de tous types d'attaques aériennes et spatiales existantes et futures.

## Installations
Jusqu'en 2015, le VKO utilise les installations suivantes pour les opérations de défense aérospatiale. Avec la fusion de l'armée de l'air, la branche gère désormais également les opérations des centaines de bases de défense aérienne et d'unités de défense aérienne russes.
Alerte précoce en cas d’attaque de missile :
Radar Voronej à Lekhtoussi, Armavir, Kaliningrad, Michelevka, Ienisseïsk, Barnaoul 
Radar Daryal à Petchora
Radar Volga à Hantsavichy
Radar Dnestr (en) à Balkhash, Irkoutsk et Olenegorsk
Satellites d'alerte précoce d'Oko
Surveillance spatiale :
Okno au Tadjikistan
Krona (en) à Zelenchukskaya et Nakhodka
RT-70 d'Eupatoria (depuis la crise de Crimée de 2014, le statut de la Crimée, et donc de la ville d'Eupatoria située en Crimée, est disputée entre l'Ukraine (de jure) et la Russie (de facto)) et Galenki (en) (avec Roscosmos)
Défense antimissile :
Depuis 2015 : 1re armée spécialisée de Défense aérienne et antimissile (en) — système de missile anti-balistique A-135
Radar Don-2N
Systèmes satellitaires :
Système de reconnaissance spatiale et de désignation de cibles Liana (2 satellites de reconnaissance électronique 14F145 « Lotus-C1 »)